# Suimanga de Moreau
El suimanga de Moreau (Cinnyris moreaui) és un ocell de la família dels nectarínids (Nectariniidae).

## Hàbitat i distribució
Habita els boscos de muntanya per sobre dels 1200 m a l'est de Tanzània.